# Convocazioni al campionato mondiale maschile di pallavolo 2018
Elenco dei giocatori convocati per il campionato mondiale 2018.

## Argentina
| N° | Nome                | Ruolo | Data di nascita   | Squadra            |
| -- | ------------------- | ----- | ----------------- | ------------------ |
| -  | Julio Velasco       | All   | 9 febbraio 1952   | -                  |
| 2  | Lisandro Zanotti    | S     | 4 ottobre 1990    | AEESB              |
| 4  | Maximiliano Cavanna | P     | 2 luglio 1988     | UPCN               |
| 6  | Cristian Poglajen   | S     | 14 luglio 1989    | Porto Robur Costa  |
| 7  | Facundo Conte       | S     | 25 agosto 1989    | Shanghai           |
| 8  | Agustín Loser       | C     | 12 ottobre 1997   | Ciudad             |
| 10 | José Luis Gonzalez  | O     | 27 dicembre 1984  | Gazélec Ajaccio    |
| 11 | Sebastián Solé      | C     | 12 giugno 1991    | Funvic             |
| 12 | Bruno Lima          | S/O   | 4 febbraio 1996   | Obras Sanitarias   |
| 14 | Pablo Crer          | C     | 12 giugno 1989    | Bolívar            |
| 15 | Luciano De Cecco    | P     | 2 giugno 1988     | Sir Safety Perugia |
| 16 | Alexis González     | L     | 21 luglio 1981    | Bolívar            |
| 17 | Tomás López         | S     | 19 settembre 1994 | Libertad           |
| 18 | Martín Ramos        | C     | 26 agosto 1991    | UPCN               |
| 22 | Ignacio Fernández   | L     | 7 giugno 1994     | Ciudad             |

## Australia
| N° | Nome             | Ruolo | Data di nascita  | Squadra             |
| -- | ---------------- | ----- | ---------------- | ------------------- |
| -  | Mark Lebedew     | All   | 6 maggio 1967    | -                   |
| 1  | Beau Graham      | C     | 17 aprile 1994   | Saint-Quentin       |
| 2  | Arshdeep Dosanjh | P     | 30 luglio 1996   | Chênois             |
| 4  | Paul Sanderson   | S     | 7 gennaio 1986   | Étoile du Sahel     |
| 5  | Travis Passier   | C     | 26 aprile 1989   | Příbram             |
| 7  | Harrison Peacock | P     | 31 gennaio 1991  | Bielsko-Bialskie    |
| 8  | Trent O'Dea      | C     | 11 maggio 1994   | Raision Loimu       |
| 9  | Max Staples      | S     | 27 luglio 1994   | Hurrikaani-Loimaa   |
| 11 | Luke Perry       | L     | 20 novembre 1995 | Asseco Resovia      |
| 12 | Nehemiah Mote    | C     | 21 giugno 1993   | Amriswil            |
| 13 | Samuel Walker    | S     | 19 febbraio 1995 | Duo                 |
| 15 | Luke Smith       | S     | 30 agosto 1990   | Sporting Lisbona    |
| 17 | Paul Carroll     | O     | 16 maggio 1986   | Charlottenburg      |
| 18 | Lincoln Williams | O     | 6 ottobre 1993   | Rüsselsheim         |
| 20 | Thomas Hodges    | O     | 4 luglio 1994    | Rinascita Lagonegro |

## Belgio
| N° | Nome                | Ruolo | Data di nascita  | Squadra            |
| -- | ------------------- | ----- | ---------------- | ------------------ |
| -  | Andrea Anastasi     | All   | 8 ottobre 1960   | Trefl Gdańsk       |
| 1  | Bram Van Den Dries  | O     | 14 agosto 1989   | Spacer's Toulouse  |
| 2  | Hendrik Tuerlinckx  | O     | 1º dicembre 1987 | Roeselare          |
| 3  | Sam Deroo           | S     | 29 aprile 1992   | ZAKSA              |
| 4  | Stijn D'Hulst       | P     | 24 aprile 1991   | Dürener            |
| 5  | Igor Grobelny       | S     | 8 giugno 1993    | Tirol              |
| 6  | Lowie Stuer         | L     | 24 novembre 1995 | Menen              |
| 7  | François Lecat      | S     | 19 aprile 1993   | Callipo            |
| 8  | Kévin Klinkenberg   | S     | 4 ottobre 1990   | Powervolley Milano |
| 9  | Pieter Verhees      | C     | 8 dicembre 1989  | Callipo            |
| 10 | Simon Van de Voorde | C     | 19 dicembre 1989 | Paykan             |
| 14 | Jelle Ribbens       | L     | 17 marzo 1992    | Spacer's Toulouse  |
| 16 | Matthias Valkiers   | P     | 8 aprile 1990    | PAOK               |
| 17 | Tomas Rousseaux     | S     | 31 marzo 1994    | AZS Olsztyn        |
| 22 | Pieter Coolman      | C     | 24 aprile 1989   | Roeselare          |

## Brasile
| N° | Nome              | Ruolo | Data di nascita   | Squadra  |
| -- | ----------------- | ----- | ----------------- | -------- |
| -  | Renan Dal Zotto   | All   | 19 luglio 1960    | -        |
| 1  | Bruno de Rezende  | P     | 2 luglio 1986     | Modena   |
| 2  | Isac Santos       | C     | 13 dicembre 1990  | Sada     |
| 3  | Éder Carbonera    | C     | 19 ottobre 1983   | Trentino |
| 5  | Lucas Lóh         | S     | 18 gennaio 1991   | Sesi     |
| 7  | William Arjona    | P     | 31 luglio 1979    | Sesi     |
| 8  | Wallace de Souza  | O     | 26 giugno 1987    | Funvic   |
| 9  | Thales Hoss       | L     | 26 aprile 1989    | Funvic   |
| 12 | Luiz Fonteles     | S     | 19 giugno 1984    | Sesi     |
| 13 | Maurício de Souza | C     | 29 settembre 1988 | Sesc     |
| 14 | Douglas de Souza  | S     | 20 agosto 1995    | Funvic   |
| 15 | Carlos Barreto    | S     | 8 agosto 1994     | -        |
| 16 | Lucas Saatkamp    | C     | 6 marzo 1986      | Sesi     |
| 17 | Evandro Guerra    | O     | 27 dicembre 1981  | Sada     |
| 22 | Maique Nascimento | L     | 16 luglio 1997    | Minas    |

## Bulgaria
| N° | Nome                | Ruolo | Data di nascita   | Squadra               |
| -- | ------------------- | ----- | ----------------- | --------------------- |
| -  | Plamen Konstantinov | All   | 14 giugno 1973    | Lokomotiv Novosibirsk |
| 2  | Miroslav Gradinarov | S     | 10 febbraio 1985  | Benfica               |
| 3  | Dobromir Dimitrov   | P     | 7 luglio 1991     | Zalău                 |
| 5  | Svetoslav Gocev     | C     | 31 agosto 1990    | Tours                 |
| 6  | Rozalin Penčev      | S     | 11 dicembre 1994  | Bolívar               |
| 7  | Nikolaj Učikov      | S     | 13 aprile 1986    | PAOK                  |
| 8  | Todor Skrimov       | S     | 9 gennaio 1990    | NOVA                  |
| 9  | Georgi Seganov      | P     | 10 giugno 1993    | Argos                 |
| 10 | Valentin Bratoev    | S     | 21 ottobre 1987   | Neftohimik            |
| 12 | Viktor Josifov      | C     | 16 ottobre 1985   | Piacenza              |
| 13 | Teodor Salparov     | L     | 16 agosto 1982    | Neftohimik            |
| 14 | Teodor Todorov      | C     | 1º settembre 1989 | Galatasaray           |
| 17 | Nikolaj Penčev      | S     | 22 maggio 1992    | Skra Bełchatów        |
| 18 | Nikolaj Nikolov     | C     | 29 luglio 1986    | Neftohimik            |
| 21 | Petar Karakašev     | L     | 11 febbraio 1991  | Pirin                 |

## Camerun
| N° | Nome                   | Ruolo | Data di nascita   | Squadra         |
| -- | ---------------------- | ----- | ----------------- | --------------- |
| -  | Mayam Re Niof Blaise   | All   | -                 | -               |
| 2  | Ahmed Awal             | P     | 23 aprile 1990    | FAP             |
| 3  | Herman Engala          | C     | 29 dicembre 1985  | -               |
| 4  | Bana Hassana           | C     | 3 aprile 1995     | Bafia           |
| 6  | Sem Dolegombai         | C     | 18 maggio 1990    | Avignon         |
| 8  | Junior Charles Engohe  | S     | 22 aprile 1984    | Vendée          |
| 9  | Jean-Pierre Ndongo     | S     | 5 febbraio 1986   | -               |
| 10 | Didier Sali Hilé       | S     | 9 giugno 1991     | Al-Shorta       |
| 11 | Yannick Bikoi-Bi-Nkot  | L     | 18 gennaio 1984   | -               |
| 12 | Arsene Moto            | P     | 13 aprile 1990    | FAP             |
| 13 | Cyrille Mayam          | P     | 27 settembre 1991 | MR Hassi Bounif |
| 14 | Nathan Wounembaina     | S     | 22 novembre 1984  | Tours           |
| 15 | Yvan Kody              | O     | 25 agosto 1991    | Piacenza        |
| 16 | Alain Fossi            | L     | 4 novembre 1980   | Pexinois Niort  |
| 17 | David-Patrick Feughouo | O     | 5 maggio 1989     | Rennes          |

## Canada
| N° | Nome                   | Ruolo | Data di nascita   | Squadra            |
| -- | ---------------------- | ----- | ----------------- | ------------------ |
| -  | Stéphane Antiga        | All   | 3 febbraio 1976   | ONICO Warszawa     |
| 1  | Tyler Sanders          | P     | 14 dicembre 1991  | Trefl Gdańsk       |
| 2  | John Perrin            | S     | 17 agosto 1989    | Beijing            |
| 3  | Steven Marshall        | S     | 23 novembre 1989  | Charlottenburg     |
| 4  | Nicholas Hoag          | S     | 19 maggio 1992    | Trentino           |
| 5  | Lucas Van Berkel       | C     | 29 novembre 1991  | Marconi            |
| 7  | Stephen Maar           | S     | 6 dicembre 1994   | BluVolley Verona   |
| 8  | Jay Blankenau          | P     | 27 settembre 1989 | Maaseik            |
| 9  | Jason DeRocco          | S     | 19 settembre 1989 | Jastrzębski Węgiel |
| 10 | Sharone Vernon-Evans   | O     | 28 agosto 1998    | ONICO Warszawa     |
| 11 | Daniel Jansen VanDoorn | C     | 21 marzo 1990     | Chaumont           |
| 16 | Ryan Sclater           | O     | 10 febbraio 1994  | Lüneburg           |
| 17 | Graham Vigrass         | C     | 17 giugno 1989    | Charlottenburg     |
| 19 | Blair Bann             | L     | 26 febbraio 1988  | Dürener            |
| 20 | Arthur Szwarc          | C     | 30 marzo 1995     | Arago de Sète      |

## Cina
| N° | Nome           | Ruolo | Data di nascita   | Squadra  |
| -- | -------------- | ----- | ----------------- | -------- |
| -  | Raúl Lozano    | All   | 3 maggio 1956     | -        |
| 2  | Jiang Chuan    | O     | 18 agosto 1994    | Beijing  |
| 3  | Mao Tianyi     | P     | 2 giugno 1993     | Bayi     |
| 5  | Zhang Binglong | S     | 11 settembre 1994 | Beijing  |
| 7  | Zhang Jingyin  | S     | 20 dicembre 1999  | Zhejiang |
| 9  | Yu Yaochen     | P     | 19 agosto 1995    | Jiangsu  |
| 10 | Ji Daoshuai    | S     | 7 febbraio 1992   | Shandong |
| 11 | Haixiang Du    | S     | 25 maggio 1995    | Sichuan  |
| 13 | Chen Longhai   | C     | 29 marzo 1991     | Shanghai |
| 15 | Tang Chuanhang | O     | 4 ottobre 1995    | Bayi     |
| 16 | Tong Jiahua    | L     | 13 dicembre 1992  | Shanghai |
| 17 | Liu Libin      | S     | 16 febbraio 1995  | Beijing  |
| 20 | Rao Shuhan     | C     | 23 dicembre 1996  | Fujian   |
| 21 | Miao Ruantong  | C     | 21 maggio 1995    | Hubei    |
| 27 | Ma Xiaoteng    | L     | 19 giugno 1991    | Bayi     |

## Cuba
| N° | Nome               | Ruolo | Data di nascita  | Squadra          |
| -- | ------------------ | ----- | ---------------- | ---------------- |
| -  | Niclas Vives       | All   | -                | -                |
| 2  | Osniel Melgarejo   | S     | 18 dicembre 1997 | UNTreF           |
| 3  | Marlon Yant        | S     | 23 maggio 2001   | Villa Clara      |
| 5  | Javier Concepción  | C     | 27 dicembre 1997 | Ciudad Habana    |
| 7  | Yonder García      | L     | 26 febbraio 1993 | Ciudad Habana    |
| 9  | Liván Osoria       | C     | 5 febbraio 1994  | Santiago de Cuba |
| 10 | Miguel Gutiérrez   | O     | 21 febbraio 1997 | Villa Clara      |
| 11 | Liván Taboada      | P     | 4 ottobre 1998   | Ciudad Habana    |
| 12 | Jesús Herrera      | O     | 4 aprile 1995    | Artemisa         |
| 14 | Adrián Goide       | P     | 26 giugno 1998   | Gigantes del Sur |
| 15 | Yohan León         | S     | 25 gennaio 1995  | Camagüey         |
| 17 | Roamy Alonso       | C     | 24 luglio 1997   | Matanzas         |
| 18 | Miguel Ángel López | S     | 25 marzo 1997    | Gigantes del Sur |

## Egitto
| N° | Nome                | Ruolo | Data di nascita  | Squadra  |
| -- | ------------------- | ----- | ---------------- | -------- |
| -  | Mohamed Moselhy     | All   | -                | -        |
| 2  | Abdallah Abdalsalam | P     | 10 ottobre 1983  | Al-Ahly  |
| 3  | Abd Elhalim         | C     | 3 giugno 1989    | Al-Ahly  |
| 4  | Ahmed Abdelhay      | O     | 19 agosto 1984   | Al-Ahly  |
| 5  | Abdelrahman Seoudy  | C     | 21 agosto 1997   | Al-Ahly  |
| 6  | Sherif Aly          | L     | 24 aprile 1994   | Al-Ahly  |
| 7  | Hisham Ewais        | O     | 26 febbraio 1995 | Smouha   |
| 9  | Rashad Atia         | C     | 2 settembre 1986 | El Gaish |
| 10 | Mohamed Masoud      | C     | 1º maggio 1994   | Al-Ahly  |
| 11 | Ahmed Mohamed       | S     | 1º marzo 1989    | Al-Ahly  |
| 12 | Hossam Abdalla      | P     | 16 febbraio 1988 | Al-Ahly  |
| 14 | Omar Hassan         | S     | 4 aprile 1991    | El Gaish |
| 15 | Ahmed Abdelaal      | L     | 8 giugno 1989    | El Gaish |
| 18 | Ahmed Shafik        | S     | 7 dicembre 1994  | Al-Ahly  |
| 19 | Mostafa Mohamed     | S     | 25 gennaio 1994  | Zamalek  |

## Finlandia
| N° | Nome              | Ruolo | Data di nascita   | Squadra            |
| -- | ----------------- | ----- | ----------------- | ------------------ |
| -  | Tuomas Sammelvuo  | All   | 16 febbraio 1976  | Kuzbass            |
| 2  | Eemi Tervaportti  | P     | 26 luglio 1989    | Espadon Szczecin   |
| 3  | Mikko Esko        | P     | 3 settembre 1978  | Vammalan           |
| 4  | Lauri Kerminen    | L     | 18 gennaio 1993   | Kuzbass            |
| 6  | Antti Ronkainen   | S     | 11 agosto 1996    | ETTA               |
| 7  | Niko Suihkonen    | S     | 11 aprile 1999    | Vammalan           |
| 8  | Elviss Krastins   | S     | 15 settembre 1994 | Asseco Resovia     |
| 9  | Tommi Siirilä     | C     | 5 agosto 1993     | Sir Safety Perugia |
| 10 | Urpo Sivula       | S/O   | 15 marzo 1988     | Vammalan           |
| 11 | Sauli Sinkkonen   | C     | 14 settembre 1989 | Chaumont           |
| 14 | Markus Kaurto     | L     | 31 agosto 1993    | Vammalan           |
| 15 | Henrik Porkka     | C     | 14 gennaio 1998   | LEKA               |
| 16 | Samuli Kaislasalo | C     | 3 agosto 1995     | LEKA               |
| 19 | Niklas Breilin    | S     | 8 settembre 1999  | Kuortaneen         |
| 22 | Sakari Mäkinen    | S     | 19 gennaio 1995   | Aalst              |

## Francia
| N° | Nome                  | Ruolo | Data di nascita  | Squadra           |
| -- | --------------------- | ----- | ---------------- | ----------------- |
| -  | Laurent Tillie        | All   | 1º dicembre 1963 | -                 |
| 2  | Jenia Grebennikov     | L     | 13 agosto 1990   | Lube              |
| 4  | Jean Patry            | O     | 27 dicembre 1996 | Montpellier       |
| 6  | Benjamin Toniutti     | P     | 30 ottobre 1989  | ZAKSA             |
| 7  | Kévin Tillie          | S     | 2 novembre 1990  | Beijing           |
| 8  | Julien Lyneel         | S     | 15 aprile 1990   | Shanghai          |
| 9  | Earvin N'Gapeth       | S     | 12 febbraio 1991 | Modena            |
| 10 | Kévin Le Roux         | C     | 11 maggio 1989   | Rennes            |
| 11 | Antoine Brizard       | P     | 22 maggio 1994   | ONICO Warszawa    |
| 12 | Stéphen Boyer         | O     | 10 aprile 1996   | Chaumont          |
| 14 | Nicolas Le Goff       | C     | 15 febbraio 1992 | Top Volley Latina |
| 15 | Jérémie Mouiel        | L     | 4 maggio 1995    | Chaumont          |
| 16 | Daryl Bultor          | C     | 17 novembre 1995 | Arago de Sète     |
| 18 | Thibault Rossard      | S     | 28 agosto 1993   | Asseco Resovia    |
| 21 | Barthélémy Chinenyeze | C     | 28 febbraio 1998 | Asseco Resovia    |

## Giappone
| N° | Nome              | Ruolo | Data di nascita  | Squadra            |
| -- | ----------------- | ----- | ---------------- | ------------------ |
| -  | Yuichi Nakagaichi | All   | 2 novembre 1967  | -                  |
| 1  | Issei Ōtake       | O     | 3 dicembre 1995  | Rüsselsheim        |
| 3  | Naonobu Fujii     | P     | 5 gennaio 1992   | Toray Arrows       |
| 5  | Tatsuya Fukuzawa  | S     | 1º luglio 1986   | Panasonic Panthers |
| 6  | Akihiro Yamauchi  | C     | 30 novembre 1993 | Panasonic Panthers |
| 8  | Masahiro Yanagida | S     | 6 luglio 1992    | Bühl               |
| 9  | Satoshi Ide       | L     | 16 gennaio 1992  | Toray Arrows       |
| 10 | Taichirō Koga     | L     | 4 ottobre 1989   | Warta Zawiercie    |
| 11 | Yūji Nishida      | O     | 30 gennaio 2000  | JTEKT Stings       |
| 14 | Yūki Ishikawa     | S     | 11 dicembre 1995 | Top Volley Latina  |
| 15 | Haku Ri           | C     | 27 dicembre 1990 | Toray Arrows       |
| 17 | Yamato Fushimi    | C     | 24 dicembre 1991 | Toray Arrows       |
| 18 | Masahiro Sekita   | P     | 20 novembre 1993 | Panasonic Panthers |
| 19 | Hiroaki Asano     | S     | 6 ottobre 1990   | JTEKT Stings       |
| 25 | Taishi Onodera    | C     | 27 febbraio 1996 | JT Thunders        |

## Iran
| N° | Nome                          | Ruolo | Data di nascita   | Squadra          |
| -- | ----------------------------- | ----- | ----------------- | ---------------- |
| -  | Igor Kolaković                | All   | -                 | -                |
| 2  | Milad Ebadipour               | S     | 17 ottobre 1993   | Skra Bełchatów   |
| 3  | Saman Faezi                   | C     | 23 agosto 1991    | Saipa            |
| 4  | Saeid Marouf                  | P     | 20 ottobre 1985   | Paykan           |
| 5  | Farhad Ghaemi                 | S     | 28 agosto 1989    | Sarmayeh Bank    |
| 6  | Mohammad Mousavi              | C     | 22 agosto 1987    | Sarmayeh Bank    |
| 10 | Amir Ghafour                  | O     | 6 giugno 1991     | Saipa            |
| 11 | Saber Kazemi                  | O     | 24 dicembre 1998  | Shams            |
| 14 | Mohammad Manavinezhad         | S     | 27 ottobre 1995   | BluVolley Verona |
| 16 | Ali Shafiei                   | C     | 21 settembre 1991 | Sarmayeh Bank    |
| 18 | Mohammad Vadi                 | P     | 10 ottobre 1989   | Khatam Ardakan   |
| 19 | Mahdi Marandi                 | L     | 12 maggio 1986    | Khatam Ardakan   |
| 21 | Morteza Sharifi               | S     | 27 maggio 1999    | Shams            |
| 24 | Mohammad Hazratpourtalatappeh | L     | 31 marzo 1999     | Shams            |
| 25 | Amir Toukhteh                 | C     | 9 aprile 2001     | Shams            |

## Italia
| N° | Nome                 | Ruolo | Data di nascita  | Squadra            |
| -- | -------------------- | ----- | ---------------- | ------------------ |
| -  | Gianlorenzo Blengini | All   | 29 dicembre 1971 | -                  |
| 1  | Davide Candellaro    | C     | 7 giugno 1989    | Lube               |
| 2  | Luigi Randazzo       | S     | 30 aprile 1994   | Padova             |
| 4  | Michele Baranowicz   | P     | 5 agosto 1989    | Piacenza           |
| 5  | Osmany Juantorena    | S     | 12 agosto 1985   | Lube               |
| 6  | Simone Giannelli     | P     | 9 agosto 1996    | Trentino           |
| 7  | Salvatore Rossini    | L     | 13 luglio 1986   | Modena             |
| 8  | Daniele Mazzone      | C     | 4 giugno 1992    | Modena             |
| 9  | Ivan Zaytsev         | O     | 2 ottobre 1988   | Sir Safety Perugia |
| 10 | Filippo Lanza        | S     | 3 marzo 1991     | Trentino           |
| 12 | Enrico Cester        | C     | 16 marzo 1988    | Lube               |
| 13 | Massimo Colaci       | L     | 21 febbraio 1985 | Sir Safety Perugia |
| 15 | Gabriele Maruotti    | S     | 25 marzo 1988    | Top Volley Latina  |
| 17 | Simone Anzani        | C     | 24 febbraio 1992 | Sir Safety Perugia |
| 20 | Gabriele Nelli       | O     | 4 dicembre 1993  | Padova             |

## Paesi Bassi
| N° | Nome                 | Ruolo | Data di nascita   | Squadra             |
| -- | -------------------- | ----- | ----------------- | ------------------- |
| -  | Gido Vermeulen       | All   | 6 ottobre 1964    | -                   |
| 1  | Daan Van Haarlem     | P     | 15 marzo 1989     | Levski Sofia        |
| 2  | Wessel Keemink       | P     | 29 maggio 1993    | Aalst               |
| 3  | Maarten van Garderen | S     | 24 gennaio 1990   | Modena              |
| 4  | Thijs ter Horst      | S/O   | 18 settembre 1991 | Samsung Bluefangs   |
| 5  | Dirk Sparidans       | L     | 5 marzo 1989      | Nantes              |
| 6  | Jasper Diefenbach    | C     | 17 marzo 1988     | Tours               |
| 7  | Gijs Jorna           | S     | 30 maggio 1989    | Tricolorul Ploiești |
| 10 | Jeroen Rauwerdink    | S     | 13 settembre 1985 | Olympiakos          |
| 12 | Tim Smit             | C     | 31 dicembre 1989  | Tourcoing           |
| 14 | Nimir Abdel-Aziz     | O     | 5 febbraio 1992   | Powervolley Milano  |
| 15 | Thomas Koelewijn     | C     | 18 dicembre 1988  | Stade Poitevin      |
| 16 | Wouter ter Maat      | O     | 7 maggio 1991     | Fenerbahçe          |
| 17 | Michaël Parkinson    | C     | 23 novembre 1991  | Nantes              |
| 19 | Just Dronkers        | L     | 7 giugno 1993     | Maaseik             |

## Polonia
| N° | Nome              | Ruolo | Data di nascita  | Squadra           |
| -- | ----------------- | ----- | ---------------- | ----------------- |
| -  | Vital Heynen      | All   | 12 luglio 1969   | Friedrichshafen   |
| 1  | Piotr Nowakowski  | C     | 18 dicembre 1987 | Trefl Gdańsk      |
| 3  | Dawid Konarski    | O     | 31 agosto 1989   | Ziraat Bankası    |
| 6  | Bartosz Kurek     | S/O   | 29 agosto 1988   | Stocznia Szczecin |
| 7  | Artur Szalpuk     | S     | 20 marzo 1995    | Trefl Gdańsk      |
| 8  | Damian Schulz     | O     | 26 febbraio 1990 | Trefl Gdańsk      |
| 10 | Damian Wojtaszek  | L     | 7 settembre 1988 | ONICO Warszawa    |
| 11 | Fabian Drzyzga    | P     | 3 gennaio 1990   | Olympiakos        |
| 12 | Grzegorz Łomacz   | P     | 1º ottobre 1987  | Skra Bełchatów    |
| 13 | Michał Kubiak     | S     | 23 febbraio 1988 | Shanghai          |
| 14 | Aleksander Śliwka | S     | 24 giugno 1995   | Asseco Resovia    |
| 15 | Jakub Kochanowski | C     | 17 luglio 1997   | AZS Olsztyn       |
| 17 | Paweł Zatorski    | L     | 21 giugno 1990   | ZAKSA             |
| 18 | Bartosz Kwolek    | S     | 17 luglio 1997   | ONICO Warszawa    |
| 20 | Mateusz Bieniek   | C     | 5 aprile 1994    | ZAKSA             |

## Porto Rico
| N° | Nome               | Ruolo | Data di nascita   | Squadra              |
| -- | ------------------ | ----- | ----------------- | -------------------- |
| -  | Oswald Antonetti   | All   | -                 | -                    |
| 2  | Edgardo Goás       | P     | 27 gennaio 1989   | Mets de Guaynabo     |
| 3  | Pablo Guzmán       | S     | 2 giugno 1987     | Mets de Guaynabo     |
| 4  | Dennis Del Valle   | L     | 27 gennaio 1989   | Llaneros de Toa Baja |
| 5  | Pedro Nieves       | C     | 29 giugno 1993    | Llaneros de Toa Baja |
| 6  | Ángel Pérez        | P     | 20 maggio 1982    | Gigantes de Adjuntas |
| 8  | Eddie Rivera       | S     | 16 giugno 1992    | Gigantes de Adjuntas |
| 10 | Ezequiel Cruz      | S     | 15 luglio 1986    | Gigantes de Adjuntas |
| 11 | Maurice Torres     | O     | 6 luglio 1991     | Mets de Guaynabo     |
| 13 | Sequiel Sánchez    | S     | 24 marzo 1990     | Mets de Guaynabo     |
| 14 | Juan Vázquez       | O     | 23 gennaio 1991   | Changos de Naranjito |
| 15 | Jonathan Rodríguez | C     | 16 settembre 1997 | Changos de Naranjito |
| 17 | Jessie Colón       | C     | 20 settembre 1984 | Gigantes de Adjuntas |
| 22 | Pedrito Sierra     | C     | 21 luglio 1989    | Gigantes de Adjuntas |
| 24 | Arnel Cabrera      | L     | 11 ottobre 1984   | Mets de Guaynabo     |

## Rep. Dominicana
| N° | Nome               | Ruolo | Data di nascita  | Squadra           |
| -- | ------------------ | ----- | ---------------- | ----------------- |
| -  | José Gutiérrez     | All   | -                | -                 |
| 1  | Henry Tapia        | O     | 1º marzo 1992    | Īraklīs Chalkidas |
| 2  | Bayron Valdéz      | S     | 18 gennaio 1999  | Bayaguana         |
| 3  | Elvis Contreras    | S     | 20 luglio 1979   | Tamayo            |
| 5  | Engel Miéses       | L     | 1º dicembre 1995 | Santo Domingo     |
| 8  | Henry López        | S     | 9 dicembre 1994  | Moca              |
| 9  | Braymar Tolentino  | L     | 27 agosto 1996   | Bayaguana         |
| 10 | Francisco Abréu    | P     | 26 aprile 1982   | Distrito Nacional |
| 11 | José Cáceres       | O     | 24 dicembre 1981 | Bameso            |
| 13 | Jonathan Mercedes  | C     | 18 agosto 1989   | San Francisco     |
| 14 | Félix Romero       | C     | 2 maggio 1995    | Bayaguana         |
| 15 | Richi Paulino      | C     | 2 dicembre 1996  | Santiago          |
| 16 | Adalberto González | P     | 31 agosto 1999   | Duvergé           |
| 17 | Jairo Pérez        | C     | 17 febbraio 1999 | Barahona          |
| 19 | Héctor Cruz        | S     | 12 giugno 1997   | Yamasá            |

## Russia
| N° | Nome              | Ruolo | Data di nascita | Squadra               |
| -- | ----------------- | ----- | --------------- | --------------------- |
| -  | Sergej Šljapnikov | All   | 7 maggio 1961   | -                     |
| 2  | Il'ja Vlasov      | C     | 3 agosto 1995   | Fakel                 |
| 4  | Artëm Vol'vič     | C     | 22 gennaio 1990 | Zenit-Kazan           |
| 5  | Sergej Grankin    | P     | 21 gennaio 1985 | Dinamo Mosca          |
| 7  | Dmitrij Volkov    | S     | 25 maggio 1995  | Fakel                 |
| 8  | Aleksej Rodičev   | S     | 24 marzo 1988   | Lokomotiv Novosibirsk |
| 9  | Jurij Berežko     | S     | 27 gennaio 1984 | Dinamo Mosca          |
| 10 | Aleksandr Sokolov | L     | 1º marzo 1982   | Jaroslavič            |
| 12 | Aleksandr But'ko  | P     | 18 marzo 1986   | Zenit-Kazan           |
| 13 | Dmitrij Musėrskij | C     | 29 ottobre 1988 | Belogor'e             |
| 15 | Viktor Poletaev   | O     | 27 luglio 1995  | Kuzbass               |
| 16 | Aleksej Verbov    | L     | 31 gennaio 1982 | Zenit-Kazan           |
| 17 | Maksim Michajlov  | O     | 19 marzo 1988   | Zenit-Kazan           |
| 18 | Egor Kljuka       | S     | 15 giugno 1995  | Fakel                 |
| 20 | Il'jas Kurkaev    | C     | 18 gennaio 1994 | Lokomotiv Novosibirsk |

## Serbia
| N° | Nome                    | Ruolo | Data di nascita  | Squadra               |
| -- | ----------------------- | ----- | ---------------- | --------------------- |
| -  | Nikola Grbić            | All   | 6 settembre 1973 | BluVolley Verona      |
| 1  | Aleksandar Okolić       | C     | 26 giugno 1993   | Charlottenburg        |
| 2  | Uroš Kovačević          | S     | 6 maggio 1993    | Trentino              |
| 3  | Milan Katić             | S     | 22 ottobre 1993  | Skra Bełchatów        |
| 4  | Nemanja Petrić          | S     | 28 luglio 1987   | Halkbank              |
| 7  | Petar Krsmanović        | C     | 1º giugno 1990   | Gazprom-Jugra         |
| 8  | Marko Ivović            | S     | 22 dicembre 1990 | Funvic                |
| 9  | Nikola Jovović          | P     | 13 febbraio 1992 | Arkas                 |
| 14 | Aleksandar Atanasijević | O     | 4 settembre 1991 | Sir Safety Perugia    |
| 16 | Dražen Luburić          | O     | 2 novembre 1993  | Zenit San Pietroburgo |
| 17 | Neven Majstorović       | L     | 17 marzo 1989    | Arcada Galați         |
| 18 | Marko Podraščanin       | C     | 29 agosto 1987   | Sir Safety Perugia    |
| 19 | Nikola Rosić            | L     | 5 agosto 1984    | Universitatea Craiova |
| 20 | Srećko Lisinac          | C     | 17 maggio 1992   | Skra Bełchatów        |
| 21 | Ivan Kostić             | P     | 8 gennaio 1988   | Vojvodina             |

## Slovenia
| N° | Nome            | Ruolo | Data di nascita   | Squadra            |
| -- | --------------- | ----- | ----------------- | ------------------ |
| -  | Slobodan Kovač  | All   | 13 settembre 1967 | Halkbank           |
| 1  | Tonček Štern    | O     | 14 novembre 1995  | BluVolley Verona   |
| 2  | Alen Pajenk     | C     | 23 aprile 1986    | BluVolley Verona   |
| 4  | Jan Kozamernik  | C     | 24 dicembre 1995  | Trentino           |
| 5  | Alen Šket       | O     | 28 marzo 1988     | Fenerbahçe         |
| 6  | Mitja Gasparini | O     | 26 giugno 1984    | Korean Air Jumbos  |
| 8  | Uroš Pavlović   | C     | 30 marzo 1992     | ACH Volley         |
| 9  | Dejan Vinčić    | P     | 15 settembre 1986 | Czarni Radom       |
| 10 | Sašo Štalekar   | C     | 3 maggio 1996     | Kamnik             |
| 12 | Jan Klobučar    | S     | 11 dicembre 1992  | Będzin             |
| 13 | Jani Kovačič    | L     | 14 giugno 1992    | ACH Volley         |
| 14 | Urban Toman     | L     | 21 ottobre 1997   | Triglav Kranj      |
| 16 | Gregor Ropret   | P     | 1º marzo 1989     | Karlovarsko        |
| 17 | Tine Urnaut     | S     | 3 settembre 1988  | Modena             |
| 18 | Klemen Čebulj   | S     | 21 febbraio 1992  | Powervolley Milano |

## Stati Uniti
| N° | Nome              | Ruolo | Data di nascita   | Squadra            |
| -- | ----------------- | ----- | ----------------- | ------------------ |
| -  | John Speraw       | All   | 18 ottobre 1971   | -                  |
| 1  | Matthew Anderson  | O     | 18 aprile 1987    | Zenit-Kazan        |
| 2  | Aaron Russell     | S     | 4 giugno 1993     | Sir Safety Perugia |
| 3  | Taylor Sander     | S     | 17 marzo 1992     | Lube               |
| 4  | Jeffrey Jendryk   | C     | 15 settembre 1995 | Loyola Chicago     |
| 7  | Kawika Shoji      | P     | 11 novembre 1987  | Milano             |
| 10 | Daniel McDonnell  | C     | 15 settembre 1988 | Trefl Gdańsk       |
| 11 | Micah Christenson | P     | 8 maggio 1993     | Lube               |
| 12 | Maxwell Holt      | C     | 12 marzo 1987     | Modena             |
| 13 | Benjamin Patch    | O     | 21 giugno 1994    | Callipo            |
| 18 | Jake Langlois     | S     | 14 maggio 1992    | Milano             |
| 19 | Taylor Averill    | C     | 5 marzo 1992      | Powervolley Milano |
| 20 | David Smith       | C     | 15 maggio 1985    | Warta Zawiercie    |
| 21 | Dustin Watten     | L     | 27 ottobre 1986   | Czarni Radom       |
| 22 | Erik Shoji        | L     | 24 agosto 1989    | Top Volley Latina  |

## Tunisia
| N° | Nome               | Ruolo | Data di nascita  | Squadra              |
| -- | ------------------ | ----- | ---------------- | -------------------- |
| -  | Antonio Giacobbe   | All   | 12 febbraio 1947 | -                    |
| 1  | Mohamed Ridene     | L     | 14 febbraio 1996 | Olympique de Kélibia |
| 2  | Ahmed Kadhi        | C     | 19 aprile 1989   | Étoile du Sahel      |
| 5  | Wassim Ben Tara    | S     | 3 agosto 1996    | Chaumont             |
| 6  | Mohamed Miladi     | S     | 12 maggio 1991   | Espérance de Tunis   |
| 7  | Ilyès Karamosli    | S     | 22 agosto 1989   | Espérance de Tunis   |
| 8  | Nabil Miladi       | C     | 28 febbraio 1988 | Espérance de Tunis   |
| 9  | Amen Allah Hmissi  | S     | 6 aprile 1988    | Étoile du Sahel      |
| 10 | Hamza Nagga        | O     | 29 maggio 1990   | Étoile du Sahel      |
| 11 | Hakim Zouari       | C     | 28 marzo 1988    | Sfaxien              |
| 12 | Anouer Taouerghi   | L     | 17 agosto 1983   | Sfaxien              |
| 16 | Khaled Ben Slimene | P     | 14 dicembre 1994 | Espérance de Tunis   |
| 18 | Ali Bongui         | O     | 14 agosto 1996   | Sfaxien              |
| 20 | Omar Agrebi        | C     | 26 agosto 1992   | Sfaxien              |
| 22 | Marouane Mrabet    | C     | 3 ottobre 1990   | Étoile du Sahel      |